# Heterophrynus javieri
Espèce
Heterophrynus javieri est une espèce d'amblypyges de la famille des Phrynidae.

## Distribution
Cette espèce est endémique de Colombie.

## Étymologie
Cette espèce est nommée en l'honneur de Javier Alejandro Maldonado-Ocampo.

## Publication originale
- Seiter & Gredler, 2020 : Review of the reproductive behavior and spermatophore morphology in the whip spider genus Heterophrynus Pocock, 1894 (Arachnida, Amblypygi), with description of new data and a new species. Zoologischer Anzeiger, vol. 287, p. 1-13.